# Henryk Botel
Henryk Botel, także Henricus Botel, Bothel (ur. ?, zm. 30 lipca 1260) – marszałek prowincji pruskiej w latach 1246–1260.

## Życiorys
Henryk wywodził się z rodziny ministeriałów związanej z hrabiowską rodziną von Schladen. Najprawdopodobniej rodzina Henryka Botela pochodziła z okolic miasta Goslar w Dolnej Saksonii.
Henryka Botel do Prus przybył przed rokiem 1246. W latach 1246–1260 piastował urząd marszałka prowincji pruskiej. W roku 1252 na krótko połączył funkcję marszałka z stanowiskiem zastępcy mistrza krajowego Dytryka von Grüningen. Brał czynny udział w podboju ziem plemion pruskich. Między innymi dowodził oddziałami krzyżackimi w przegranej bitwie pod Krukami. Latem 1260 roku stanął na czele posiłków pruskich we wspólnej wyprawie z inflancką gałęzią zakonu krzyżackiego przeciwko Żmudzinom i Kurom w Inflantach. 13 lipca 1260 roku w starciu z połączonymi siłami obu plemion nad jeziorem Durben, wojska krzyżackie doznały druzgocącej klęski. Podczas bitwy śmierć poniósł Henryk Botel, mistrz krajowy Inflant Burchard von Hornhausen oraz 150 braci zakonnych.